# Active Denial System
Das Active Denial System (ADS), deutsch Aktives Verweigerungssystem, ist eine US-amerikanische nicht-tödliche Anti-Personen-Strahlenwaffe, die durch starke und gerichtete Mikrowellen wirkt.

## Funktionsweise
Das ADS arbeitet mit Mikrowellen einer Frequenz von 95 Gigahertz, die mit einer Antenne auf menschliche oder andere Ziele in einer Entfernung von mehr als 500 Metern gerichtet werden können. Haushalts-Mikrowellengeräte arbeiten dagegen bei 2,45 Gigahertz. Die mit ADS abgegebene elektromagnetische Strahlung hat eine wesentlich höhere Energiedichte, die Energie dringt jedoch nur ca. 0,4 mm in die Haut ein. Die hohe Strahlungsenergie heizt die Wassermoleküle in der Haut innerhalb von Sekunden auf ca. 55 Grad auf, was von der angegriffenen Person als Schmerzreiz wahrgenommen wird und diese zur Flucht animieren soll. Nach Aussage von Befürwortern sollen dabei keine bleibenden Schäden auftreten.

## Entwicklung
ADS wurde in den 1980er-Jahren von der US-Luftwaffe (Air Force Research Laboratory) und dem Joint NonLethal Weapons Directorate mit einem Aufwand von mehr als 51 Millionen Dollar entwickelt. Ungefähr neun Millionen Dollar des Investitionsvolumens gingen in die Erprobung am Menschen, mit der man im Jahr 2000 auf der Air-Force Basis Kirtland begann. Das ADS wird heute von dem Rüstungskonzern Raytheon im Auftrag des US-Verteidigungsministeriums entwickelt. In Zukunft sollen die derzeit aufgrund der Größe und Masse noch auf Fahrzeugen montierten ADS-Systeme weiter verkleinert werden. Geplant ist die Entwicklung von angepassten Systemen für den Einsatz auf See sowie die Aufstandskontrolle aus der Luft. Mit dem Silent Protection System bietet Raytheon eine abgespeckte ADS-Version mit einer verringerten Reichweite auf dem Markt an. Eine weitere Version des gleichen Herstellers ist das Silent Guardian System.
Im Jahr 2015 wurde bekannt, dass die US-Special Forces die Absicht haben, Luftfahrzeuge mit ADS-Systemen auszurüsten. Nachdem die ADS bereits für landgestützte Einheiten wie dem US-Marine Corps vorhanden sind, machte Lieutenant General Bradley A. Heithold einen Fünfjahresplan bekannt, um unter anderem Lockheed AC-130 und F-15E Strike Eagle auszustatten. Nach etlichen Milliarden Dollar an Ausgaben für Laserwaffen sollen ab 2015 jährlich rund 300 Millionen Dollar in die Weiterentwicklung von ADS-Waffensystemen fließen.
Wegen der geringen Kosten pro Schuss, den entfallenden logistischen Aufwendungen für Munition und zusätzlicher Einsatzszenarien wird eine grundsätzliche Verschiebung der Ausgaben im Waffenmarkt zugunsten der Energiewaffen erwartet. Nachdem zunächst bis 2020 die Ausrüstung der US-Streitkräfte im Vordergrund steht, wird eine weltweite Änderung der Planung prognostiziert, bei der man 2018 davon ausging, dass etwa 50 % der globalen Rüstungsausgaben auf das Segment der Strahlenwaffen entfallen werden und Ende 2020 ein Volumen von 5,21 Milliarden USD erreicht werden wird. Spätestens seit 2017 ist bekannt, dass Russland und China eigene Energiewaffensysteme entwickelt haben, die mit den amerikanischen Geräten vergleichbar sind.

## Verwendung
Für 2006 war der Einsatz von ADS-Systemen im Irak geplant. Laut Michael Wynne, dem für die US-Luftstreitkräfte zuständigen Staatssekretär, sollte ADS jedoch erst in den USA getestet werden. Nach Angaben der Sandia National Laboratories sollen ADS-Anlagen auch zum Schutz von Anlagen des amerikanischen Energieministeriums eingesetzt werden.

## Kritik
Brett Wagner vom California Center for Strategic Studies reichte im Juli 2006 eine Petition gegen die auch Rumsfeld’s ray gun genannten Strahlenwaffen ein. Gemäß Wagner stellen diese einen Verstoß gegen die Genfer Konventionen dar, da das einzige Ziel von ADS die Erzeugung von Schmerz ist. Auch sollen aufgrund der starken Schmerzen bleibende Traumata auftreten können, weshalb sie Wagner zufolge als Folterinstrumente einzustufen seien. Die Beschaffung und das Vorhandensein eines solchen Systems würde somit weiterhin den Einsatz der Waffe auch als Folterinstrument mindestens ermöglichen.
Kritisiert werden weiterhin die praxisfernen Bedingungen bei Tests, bei denen Versuchspersonen keine Brillen oder Kontaktlinsen tragen und keine metallischen Gegenstände wie Münzen, Schlüssel, Knöpfe oder Reißverschlüsse bei sich haben oder tragen durften.
Neil Davison, ein Experte für nicht-tödliche Waffen von der Universität Bradford/England, weist auf die praktisch nicht zu kontrollierende Strahlungsdosis für Personen hin, deren Bewegungsfreiheit z. B. in einer Menschenmenge eingeschränkt ist. Wie Edward Hammond vom Sunshine Project über Eingaben nach dem Freedom of Information Act herausfand, traten bei bisherigen Tests beim Einsatz in der Nähe von Siedlungen, Wasseroberflächen und speziellen Böden Risiken auf, die den Einsatz der Waffe bedenklich erscheinen lassen. Auch verschwitzte oder nasse Kleidung kann zu einer verstärkten Wirkung beitragen und Verbrennungen der Haut bewirken.